# 27063 Richardmontano
27063 Richardmontano este o planetă minoră (asteroid), cu un diametru de 1,918 km, din centura de asteroizi. A fost descoperită pe 17 septembrie 1998 la Stația Anderson Mesa de Lowell Observatory Near-Earth-Object Search. 
Obiectul prezintă o orbită caracterizată de o semiaxă mare de 2,190401 UAi, o excentricitate de 0,07, o înclinație de 3,81027 ° în raport cu ecliptica.